# Novosillea, Novîi Buh
Novosillea (în ucraineană Новосілля) este un sat în orașul raional Novîi Buh din regiunea Mîkolaiiv, Ucraina.

## Demografie
Componența lingvistică a localității Novosillea
     Ucraineană (97,91%)
     Rusă (2,09%)
Conform recensământului din 2001, majoritatea populației localității Novosillea era vorbitoare de ucraineană (97,91%), existând în minoritate și vorbitori de rusă (2,09%).